# Großer Preis von Japan 2001
Der Große Preis von Japan 2001 (offiziell XXVII Fuji Television Japanese Grand Prix) fand am 14. Oktober auf dem Suzuka International Racing Course in Suzuka statt und war das 17. und letzte Rennen der Formel-1-Weltmeisterschaft 2001.

## Berichte

### Hintergrund
Nach dem Großen Preis von Ungarn standen sowohl Michael Schumacher als auch Ferrari bereits als Fahrer- bzw. Konstrukteursweltmeister fest. Nach dem Großen Preis der USA führte Michael Schumacher in der Fahrerwertung mit 52 Punkten vor David Coulthard und mit 59 Punkten vor Rubens Barrichello. Ferrari führte in der Konstrukteurswertung mit 72 Punkten vor McLaren-Mercedes und mit 94 Punkten vor Williams-BMW.
Mit Michael Schumacher (dreimal) und Mika Häkkinen (zweimal) traten zwei ehemaliger Sieger zu diesem Grand Prix an.
Jean Alesi und Häkkinen bestritten ihren letzten Grand Prix. Für Alesi war es der 201., für Häkkinen der 161. Rennstart.
Darüber hinaus war es das letzte Rennen für das französische Prost-Grand-Prix-Team, da es bankrottging und in der folgenden Saison geschlossen wurde. Es bedeutete das Ende des Teams, das nach 26 Jahren im Formel-1-Rennsport als Équipe Ligier begann. Dies war auch der letzte Grand-Prix-Start für das Benetton-Team nach 15 Wettbewerbsjahren.

### Training

#### Freitagstraining
Im ersten freien Training, das aus zwei Sitzungen mit gemeinsamer Zeitnahme bestand, fuhr Alesi die schnellste Zeit vor Montoya und Pedro de la Rosa. Während der ersten Session hatte Tomáš Enge einen Unfall in der 130R-Kurve. Er blieb unverletzt, allerdings wurde sein Bolide nicht rechtzeitig zur zweiten Session repariert.

#### Samstagstraining
Im zweiten freien Training setzten sich die beiden Williams-BMW-Piloten an die Spitze. Ralf Schumacher fuhr dabei schneller als Juan Pablo Montoya. Dahinter folgte Coulthard auf Position drei.

### Qualifying
Im Qualifying sicherte sich Michael Schumacher die Pole-Position vor Montoya und Ralf Schumacher.

### Warm Up
Auch im Warm Up war Michael Schumacher der schnellste. Ihm folgten Coulthard und Nick Heidfeld.

### Rennen
Enrique Bernoldi und Alex Yoong starteten das Rennen aus der Boxengasse.
Beim Start behauptete Michael Schumacher den ersten Platz vor Montoya, Ralf Schumacher, Barrichello, Giancarlo Fisichella, Häkkinen und Coulthard. In den ersten Runden schienen die Ferrari deutlich konkurrenzfähiger zu sein als die Williams, da die Bridgestone-Reifen im Vergleich zu den Michelin-Reifen, die ihre Konkurrenten in den ersten Runden des Rennens aufzogen, eine bessere Leistung zeigten. Schumacher baute sofort einen guten Vorsprung auf, während Barrichello in den ersten beiden Runden beide Williams-Fahrer überholte, in der dritten Runde jedoch von Montoya überholt wurde. Auch in der dritten Runde drehte sich Fisichella, wodurch er mehrere Positionen verlor. Der römische Fahrer überholte in den folgenden Runden mehrmals, um verlorenen Boden wieder gutzumachen.
In der sechsten Runde geriet der neunte Kimi Räikkönen aufgrund eines Reifenschadens in einen Dreher und wurde vom entgegenkommenden Alesi angefahren: Damit beendete der französische Fahrer sein letztes Rennen in der Formel 1 früh.
Etwa zehn Runden später legte Barrichello den ersten Boxenstopp des Rennens ein, gefolgt von seinem Teamkollegen in Runde 18. Montoya und Ralf Schumacher kamen in den Runden 21 bzw. 23 an die Box. Nach Häkkinens Boxenstopp in Runde 24 übernahm Schumacher wieder die Führung.
In Runde 29 kehrte Ralf Schumacher an die Box zurück, um eine gegen ihn verhängte Stop-and-Go-Strafe wegen Überfahrens der Schikane abzusitzen. Gleichzeitig machte Barrichello seinen zweiten Stopp. Beim erneuten Anfahren hatte der Brasilianer Probleme mit dem Geschwindigkeitsbegrenzer, der blockierte: Ralf Schumacher gelang es dann, ihn zu überholen, wenn auch mit einem grenzwertigen Manöver. Vier Runden später eroberte der Brasilianer jedoch mit einem schönen Überholmanöver den fünften Platz zurück. Von diesem Zeitpunkt an passierte fast nichts mehr und auch die zweite Boxenstoppserie führte nicht zu einer Positionsveränderung. In den letzten Runden wurde Häkkinen, der auf den dritten Platz vorgerückt war, langsamer, ließ Coulthard vorbei und sicherte ihm das Podium. Michael Schumacher gewann das Rennen vor Montoya, Coulthard, Häkkinen, Barrichello und Ralf Schumacher. 
Die schnellste Runde ging an Ralf Schumacher.
Michael Schumacher stellte mit 123 Punkten einen neuen Rekord in einer Saison auf und mit 58 den größten Punktevorsprung auf den Zweitplatzierten Coulthard.

## Meldeliste
| Team                        | Nr. | Fahrer                | Chassis        | Motor                 | Reifen |
| --------------------------- | --- | --------------------- | -------------- | --------------------- | ------ |
| Scuderia Ferrari Marlboro   | 01  | Michael Schumacher    | Ferrari F2001  | Ferrari 3.0 V10       | B      |
| Scuderia Ferrari Marlboro   | 02  | Rubens Barrichello    | Ferrari F2001  | Ferrari 3.0 V10       | B      |
| West McLaren Mercedes       | 03  | Mika Häkkinen         | McLaren MP4-16 | Mercedes-Benz 3.0 V10 | B      |
| West McLaren Mercedes       | 04  | David Coulthard       | McLaren MP4-16 | Mercedes-Benz 3.0 V10 | B      |
| BMW WilliamsF1 Team         | 05  | Ralf Schumacher       | Williams FW23  | BMW 3.0 V10           | M      |
| BMW WilliamsF1 Team         | 06  | Juan Pablo Montoya    | Williams FW23  | BMW 3.0 V10           | M      |
| Mild Seven Benetton Renault | 07  | Giancarlo Fisichella  | Benetton B201  | Renault 3.0 V10       | M      |
| Mild Seven Benetton Renault | 08  | Jenson Button         | Benetton B201  | Renault 3.0 V10       | M      |
| Lucky Strike BAR Honda      | 09  | Olivier Panis         | BAR 003        | Honda 3.0 V10         | B      |
| Lucky Strike BAR Honda      | 10  | Jacques Villeneuve    | BAR 003        | Honda 3.0 V10         | B      |
| B&H Jordan Honda            | 11  | Jarno Trulli          | Jordan EJ11    | Honda 3.0 V10         | B      |
| B&H Jordan Honda            | 12  | Jean Alesi            | Jordan EJ11    | Honda 3.0 V10         | B      |
| Orange Arrows Asiatech      | 14  | Jos Verstappen        | Arrows A22     | Asiatech 3.0 V10      | B      |
| Orange Arrows Asiatech      | 15  | Enrique Bernoldi      | Arrows A22     | Asiatech 3.0 V10      | B      |
| Red Bull Sauber Petronas    | 16  | Nick Heidfeld         | Sauber C20     | Petronas 3.0 V10      | B      |
| Red Bull Sauber Petronas    | 17  | Kimi Räikkönen        | Sauber C20     | Petronas 3.0 V10      | B      |
| Jaguar Racing               | 18  | Eddie Irvine          | Jaguar R2      | Ford Cosworth 3.0 V10 | M      |
| Jaguar Racing               | 19  | Pedro de la Rosa      | Jaguar R2      | Ford Cosworth 3.0 V10 | M      |
| European Minardi F1         | 20  | Alex Yoong            | Minardi PS01   | European 3.0 V10      | M      |
| European Minardi F1         | 21  | Fernando Alonso       | Minardi PS01   | European 3.0 V10      | M      |
| Prost Acer                  | 22  | Heinz-Harald Frentzen | Prost AP04     | Acer 3.0 V10          | M      |
| Prost Acer                  | 23  | Tomáš Enge            | Prost AP04     | Acer 3.0 V10          | M      |

## Klassifikationen

### Qualifying
| Pos.                                                                   | Fahrer                | Konstrukteur     | Zeit     | Start |
| ---------------------------------------------------------------------- | --------------------- | ---------------- | -------- | ----- |
| 01                                                                     | Michael Schumacher    | Ferrari          | 1:32,484 | 01    |
| 02                                                                     | Juan Pablo Montoya    | Williams-BMW     | 1:33,184 | 02    |
| 03                                                                     | Ralf Schumacher       | Williams-BMW     | 1:33,297 | 03    |
| 04                                                                     | Rubens Barrichello    | Ferrari          | 1:33,323 | 04    |
| 05                                                                     | Mika Häkkinen         | McLaren-Mercedes | 1:33,662 | 05    |
| 06                                                                     | Giancarlo Fisichella  | Benetton-Renault | 1:33,830 | 06    |
| 07                                                                     | David Coulthard       | McLaren-Mercedes | 1:33,916 | 07    |
| 08                                                                     | Jarno Trulli          | Jordan-Honda     | 1:34,002 | 08    |
| 09                                                                     | Jenson Button         | Benetton-Renault | 1:34,375 | 09    |
| 10                                                                     | Nick Heidfeld         | Sauber-Petronas  | 1:34,386 | 10    |
| 11                                                                     | Jean Alesi            | Jordan-Honda     | 1:34,420 | 11    |
| 12                                                                     | Kimi Räikkönen        | Sauber-Petronas  | 1:34,581 | 12    |
| 13                                                                     | Eddie Irvine          | Jaguar-Cosworth  | 1:34,851 | 13    |
| 14                                                                     | Jacques Villeneuve    | BAR-Honda        | 1:35,109 | 14    |
| 15                                                                     | Heinz-Harald Frentzen | Prost-Acer       | 1:35,132 | 15    |
| 16                                                                     | Pedro de la Rosa      | Jaguar-Cosworth  | 1:35,639 | 16    |
| 17                                                                     | Olivier Panis         | BAR-Honda        | 1:35,766 | 17    |
| 18                                                                     | Fernando Alonso       | Minardi-European | 1:36,410 | 18    |
| 19                                                                     | Tomáš Enge            | Prost-Acer       | 1:36,446 | 19    |
| 20                                                                     | Enrique Bernoldi      | Arrows-Asiatech  | 1:36,885 | 20    |
| 21                                                                     | Jos Verstappen        | Arrows-Asiatech  | 1:36,973 | 21    |
| 22                                                                     | Alex Yoong            | Minardi-European | 1:38,246 | 22    |
| 107-Prozent-Zeit: 1:38,958 min (bezogen auf Bestzeit von 1:32,484 min) |                       |                  |          |       |

### Rennen
| Pos. | Fahrer                | Konstrukteur     | Runden | Stopps | Zeit        | Start | Schnellste Runde |
| ---- | --------------------- | ---------------- | ------ | ------ | ----------- | ----- | ---------------- |
| 01   | Michael Schumacher    | Ferrari          | 53     | 2      | 1:27:33,298 | 01    | 1:37,133 (29.)   |
| 02   | Juan Pablo Montoya    | Williams-BMW     | 53     | 2      | + 3,154     | 02    | 1:37,017 (20.)   |
| 03   | David Coulthard       | McLaren-Mercedes | 53     | 2      | + 23,262    | 07    | 1:37,313 (51.)   |
| 04   | Mika Häkkinen         | McLaren-Mercedes | 53     | 2      | + 35,539    | 05    | 1:37,298 (40.)   |
| 05   | Rubens Barrichello    | Ferrari          | 53     | 3      | + 36,544    | 04    | 1:36,970 (17.)   |
| 06   | Ralf Schumacher       | Williams-BMW     | 53     | 3      | + 37,122    | 03    | 1:36,944 (46.)   |
| 07   | Jenson Button         | Benetton-Renault | 53     | 2      | + 1:37,102  | 09    | 1:38,526 (36.)   |
| 08   | Jarno Trulli          | Jordan-Honda     | 52     | 2      | + 1 Runde   | 08    | 1:38,857 (28.)   |
| 09   | Nick Heidfeld         | Sauber-Petronas  | 52     | 2      | + 1 Runde   | 10    | 1:38,647 (21.)   |
| 10   | Jacques Villeneuve    | BAR-Honda        | 52     | 2      | + 1 Runde   | 14    | 1:38,887 (22.)   |
| 11   | Fernando Alonso       | Minardi-European | 52     | 2      | + 1 Runde   | 18    | 1:39,153 (36.)   |
| 12   | Heinz-Harald Frentzen | Prost-Acer       | 52     | 3      | + 1 Runde   | 15    | 1:38,240 (48.)   |
| 13   | Olivier Panis         | BAR-Honda        | 51     | 2      | + 2 Runden  | 17    | 1:39,299 (44.)   |
| 14   | Enrique Bernoldi      | Arrows-Asiatech  | 51     | 3      | + 2 Runden  | Box   | 1:40,940 (46.)   |
| 15   | Jos Verstappen        | Arrows-Asiatech  | 51     | 3      | + 2 Runden  | 21    | 1:41,383 (16.)   |
| 16   | Alex Yoong            | Minardi-European | 50     | 2      | + 3 Runden  | Box   | 1:42,915 (42.)   |
| 17   | Giancarlo Fisichella  | Benetton-Renault | 47     | 2      | DNF         | 06    | 1:38,361 (13.)   |
| –    | Pedro de la Rosa      | Jaguar-Cosworth  | 45     | 2      | DNF         | 16    | 1:39,182 (40.)   |
| –    | Tomáš Enge            | Prost-Acer       | 42     | 4      | DNF         | 19    | 1:39,827 (27.)   |
| –    | Eddie Irvine          | Jaguar-Cosworth  | 24     | 1      | DNF         | 13    | 1:38,620 (22.)   |
| –    | Kimi Räikkönen        | Sauber-Petronas  | 5      | 0      | DNF         | 12    | 1:39,991 (04.)   |
| –    | Jean Alesi            | Jordan-Honda     | 5      | 0      | DNF         | 11    | 1:40,225 (04.)   |

## WM-Stände nach dem Rennen
Die ersten sechs des Rennens bekamen 10, 6, 4, 3, 2 bzw. 1 Punkt(e).

### Fahrerwertung
| Pos. | Fahrer                | Konstrukteur              | Punkte |
| ---- | --------------------- | ------------------------- | ------ |
| 01   | Michael Schumacher    | Ferrari                   | 123    |
| 02   | David Coulthard       | McLaren-Mercedes          | 65     |
| 03   | Rubens Barrichello    | Ferrari                   | 56     |
| 04   | Ralf Schumacher       | Williams-BMW              | 49     |
| 05   | Mika Häkkinen         | McLaren-Mercedes          | 37     |
| 06   | Juan Pablo Montoya    | Williams-BMW              | 31     |
| 07   | Jacques Villeneuve    | BAR-Honda                 | 12     |
| 08   | Nick Heidfeld         | Sauber-Petronas           | 12     |
| 09   | Jarno Trulli          | Jordan-Honda              | 12     |
| 10   | Kimi Räikkönen        | Sauber-Petronas           | 9      |
| 11   | Giancarlo Fisichella  | Benetton-Renault          | 8      |
| 12   | Eddie Irvine          | Jaguar-Cosworth           | 6      |
| 13   | Heinz-Harald Frentzen | Jordan-Honda / Prost-Acer | 6      |

| Pos. | Fahrer           | Konstrukteur                 | Punkte |
| ---- | ---------------- | ---------------------------- | ------ |
| 14   | Olivier Panis    | BAR-Honda                    | 5      |
| 15   | Jean Alesi       | Prost-Acer / Jordan-Honda    | 5      |
| 16   | Pedro de la Rosa | Jaguar-Cosworth              | 3      |
| 17   | Jenson Button    | Benetton-Renault             | 2      |
| 18   | Jos Verstappen   | Arrows-Asiatech              | 1      |
| 19   | Ricardo Zonta    | Jordan-Honda                 | 0      |
| 20   | Luciano Burti    | Jaguar-Cosworth / Prost-Acer | 0      |
| 21   | Enrique Bernoldi | Arrows-Asiatech              | 0      |
| 22   | Tarso Marques    | Minardi-European             | 0      |
| 23   | Fernando Alonso  | Minardi-European             | 0      |
| 24   | Tomáš Enge       | Prost-Acer                   | 0      |
| 25   | Gastón Mazzacane | Prost-Acer                   | 0      |
| 26   | Alex Yoong       | Minardi-European             | 0      |

### Konstrukteurswertung
| Pos. | Konstrukteur     | Punkte |
| ---- | ---------------- | ------ |
| 01   | Ferrari          | 179    |
| 02   | McLaren-Mercedes | 102    |
| 03   | Williams-BMW     | 80     |
| 04   | Sauber-Petronas  | 21     |
| 05   | Jordan-Honda     | 19     |
| 06   | BAR-Honda        | 17     |

| Pos. | Konstrukteur     | Punkte |
| ---- | ---------------- | ------ |
| 07   | Benetton-Renault | 10     |
| 08   | Jaguar-Cosworth  | 9      |
| 09   | Prost-Acer       | 4      |
| 10   | Arrows-Asiatech  | 1      |
| 11   | Minardi-European | 0      |